# 吉屋信子
吉屋 信子（よしや のぶこ、1896年〈明治29年〉1月12日 - 1973年〈昭和48年〉7月11日）は、1920年代から1970年代前半にかけて活躍した日本の小説家。初め『花物語』などの少女小説で人気を博し、『地の果まで』で文壇に登場。以後家庭小説の分野で活躍し、キリスト教的な理想主義と清純な感傷性によって女性読者の絶大な支持を獲得。戦後は『徳川の夫人たち』が大奥ブームを呼び、女性史を題材とした歴史物、時代物を書き続けた。同性愛者であったと言われており、50年以上パートナーの千代と共に暮らした。

## 経歴

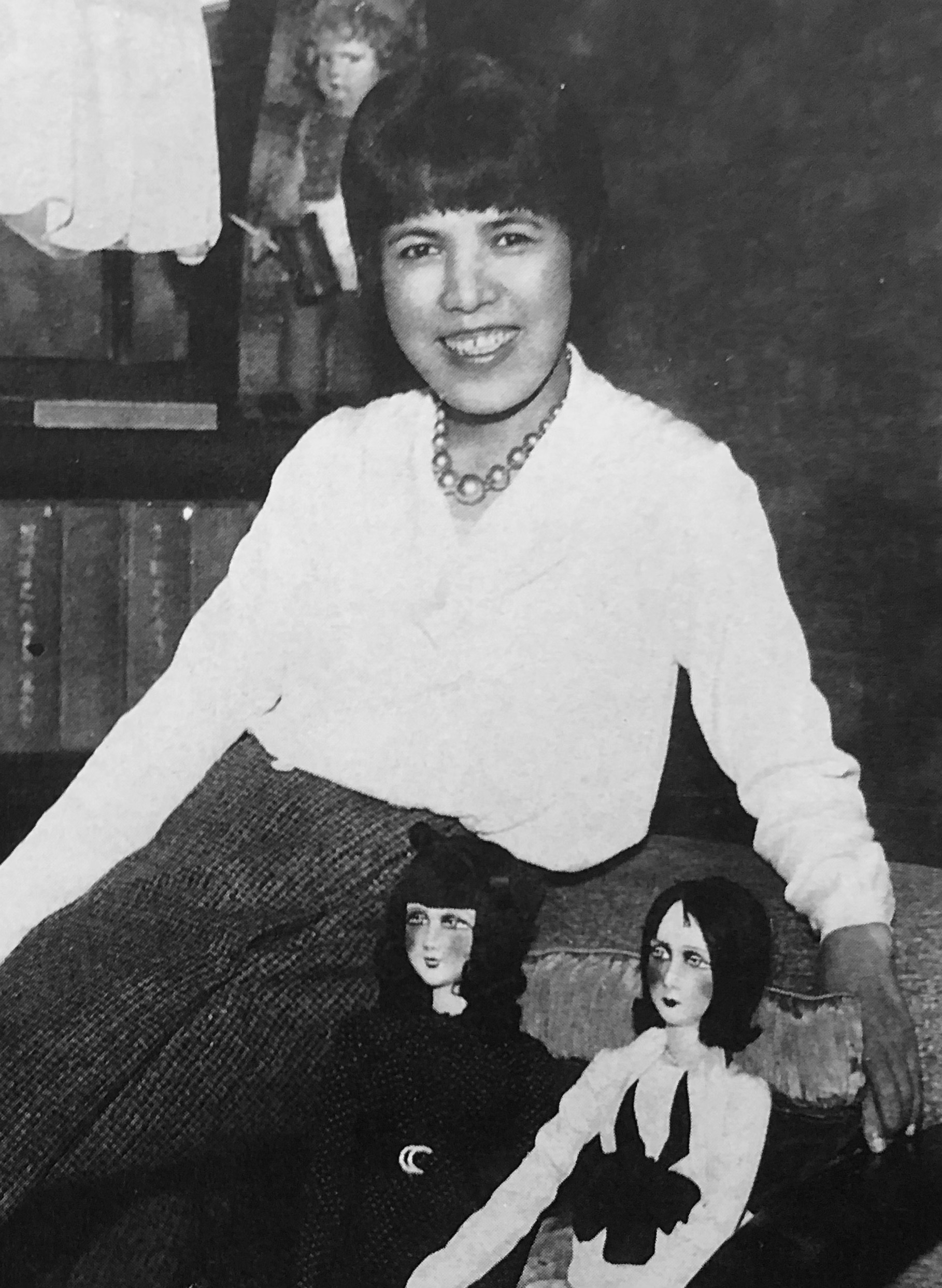
1928年、下落合で

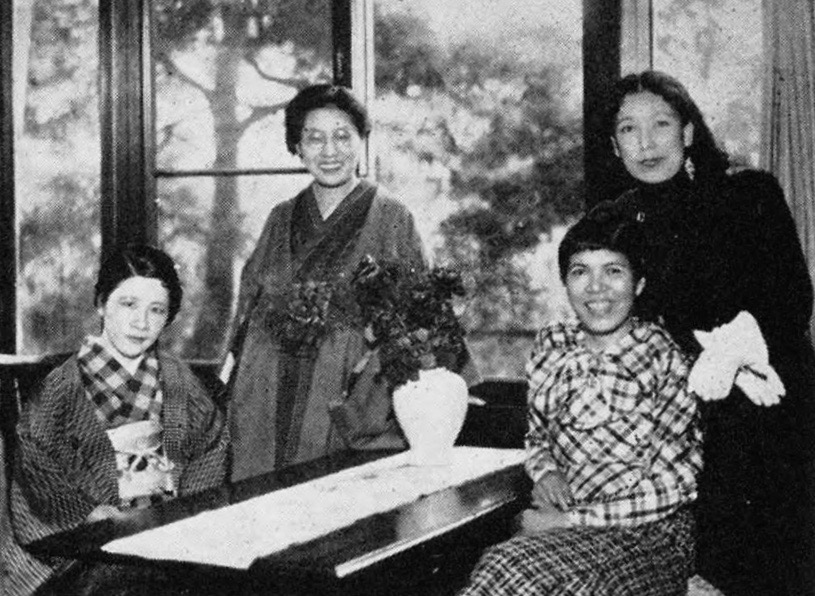
左から林芙美子、佐多稲子、吉屋信子、宇野千代。1935年11月撮影。

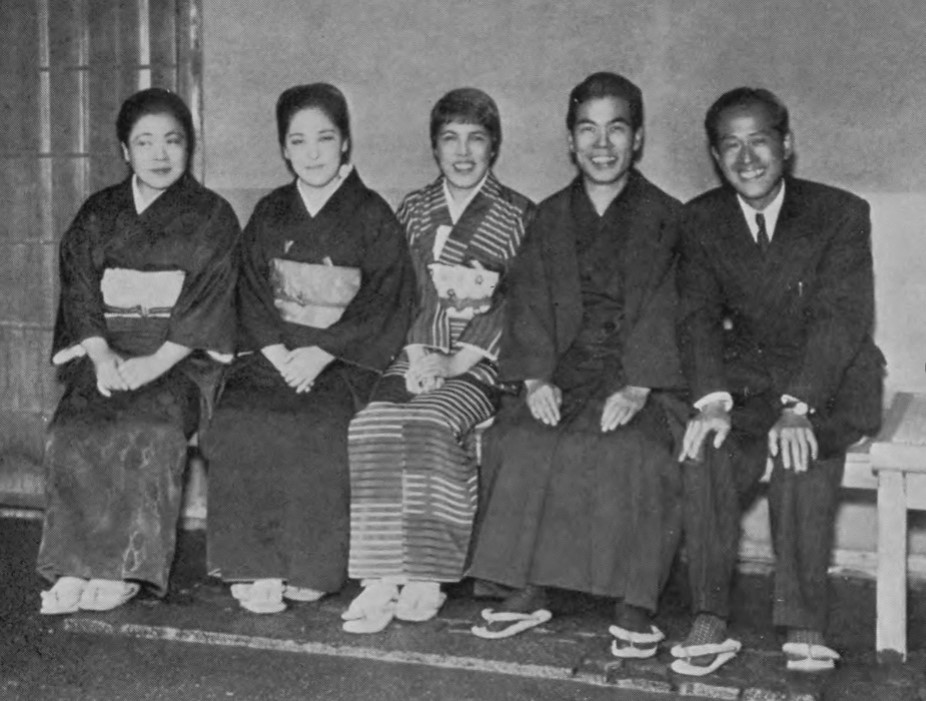
左から一人おいて、森田たま、吉屋信子、吉川英治、川口松太郎。1941年、鎌倉市で。

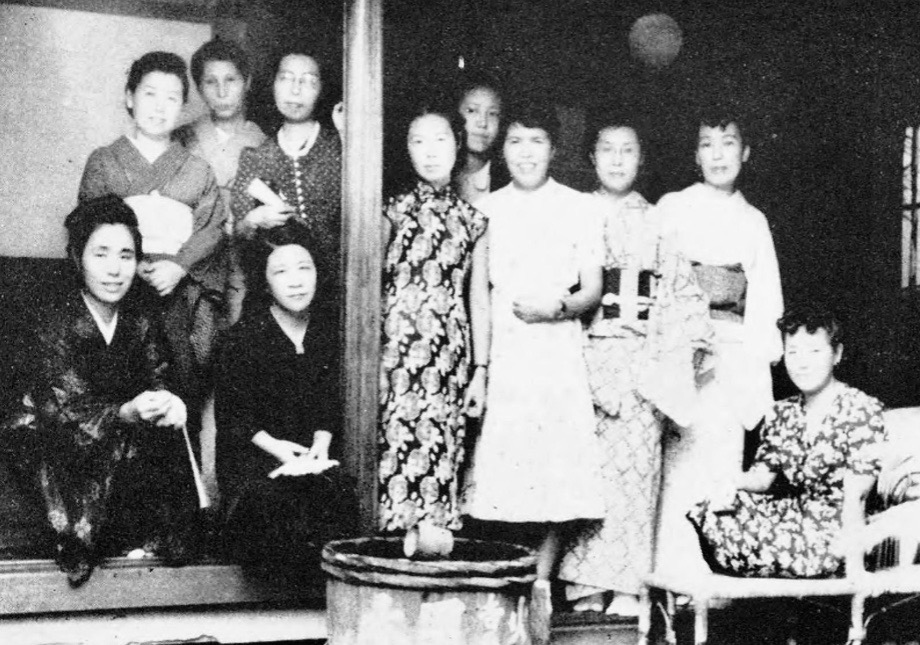
真杉静枝、村岡花子、井上まつ、林芙美子、円地文子、関露、吉屋信子、佐多稲子、宇野千代、三宅艶子ら。1943年、麹町の吉屋の自宅で撮影。

父・雄一が新潟県警務署長を務めていた折、新潟市営所通にあった新潟県庁官舎で生まれた。父はその後行政職に転じ、新潟県内を佐渡郡長として佐渡市（旧相川町）、北蒲原郡長として新発田市（当時は新発田町）に赴任したのち、栃木県で芳賀郡長、次いで下都賀郡長を務めた。この時は足尾銅山鉱毒事件のさなかで、雄一は住民立ち退きの強制執行に当たっていた。母はマサ、兄は4人、8人兄弟で1人だけの女性であった。
真岡から栃木市（当時は栃木町）へ移住して、栃木高等女学校（現栃木県立栃木女子高等学校）に入学した。この頃、新渡戸稲造の「良妻賢母となるよりも、まず一人のよい人間とならなければ困る。教育とはまずよき人間になるために学ぶことです。」という演説に感銘を受ける。同時期に少女雑誌に短歌や物語の投稿を始め、1910年には『少女界』の懸賞に応募し、『鳴らずの太鼓』で賞金を獲得した。
日光小学校で代用教員になるが、文学への道を捨て難く、上京し作家を目指そうとしていた。父は反対したが、信子の才能を認めていた兄の忠明が父を説得し、1915年、19歳のときに上京。忠明の下宿に同居しながら、『良友』『幼年世界』へと投稿する生活を送る。1916年（大正5年）から『少女画報』に連載した『花物語』によって女学生から圧倒的な支持を受ける人気作家となる。その後『花物語』は、長く少女小説の代名詞となった。
1919年、初の長編『地の果まで』が大阪毎日新聞で一等に選ばれた（撰者は幸田露伴・徳田秋声・内田魯庵）。同年、自身の私小説としてYMCA寄宿舎での経験を題材とし、正面から女性同性愛を描いた『屋根裏の二処女』を執筆した。
1923年（大正12年）1月、山高しげりの紹介で、信子の公私を半世紀に渡り支えることになる門馬千代と出会う。千代（1899年生まれ）は元相馬藩士・門馬常次（滝乃川学園代表理事・立教女学院教頭などを務めた国語学者）の長女で、女学校の数学教師をしていた。千代は、信子の生涯の共同生活者であり、秘書であり、パートナーであり、親友であり、死までともに過ごした。
1937年（昭和12年）に発表された『良人の貞操』は、当時あまり問題視されていなかった男性の貞操をめぐって議論を巻き起こす。
1937年、日中戦争勃発とともに『主婦之友』の皇軍慰問特派員として中国に派遣され、8-9月に天津・北平、9-10月に上海を訪問し、11月にそれらの見聞を踏まえて『戦禍の北支上海を行く』を発表した。さらに、1938年8月、満州ソ連国境へ、9月には派遣従軍文士のペン部隊の海軍班として漢口に向かった。1940-1941年も満州や蘭印（インドネシア）、仏印（ベトナムなど）に向かい、従軍ルポルタージュを発表。絶大な女性人気を誇る信子がこうした記事を発表したことは、総力戦下における銃後の女性動員に少なからぬ影響を与えたと指摘される。
1952年（昭和27年）には『鬼火』で第4回日本女流文学者賞を受賞した。晩年は『徳川の夫人たち』『女人平家』など、女性史を題材とした長編時代小説を執筆した。
1973年（昭和48年）、S字結腸癌のため神奈川県鎌倉市の病院で死去した。77歳没。戒名は紫雲院香誉信子大姉。晩年は神奈川県鎌倉市長谷に邸宅を建てて過ごし、信子の死後は、事実上のパートナーで戸籍上は養女となっていた秘書の千代により鎌倉市に寄付された。現在では吉屋信子記念館となっている。

## 評価
吉屋信子は、大衆小説作家として軽んじられ、文学界や批評家からは軽く扱われてきた面や、信子自身の従軍文士の活動によって評判が悪かった面もあるが、近年、その作品が相次いで復刊され、研究や再評価が進んでいる。その背景には、1980年代から1990年代に盛んになった「少女」論の活性化や、信子の生涯の伝記的研究を行うフェミニズム批評の流れ、周縁性やジェンダー構成に関する文学の価値基準の変化がある。以下、竹田 (2018, pp. 8–14)の分類に従って、信子の評価を整理する。

### 「少女」論のなかで
吉屋信子は、投書少女から、常連になり、雑誌の連載を持ち、40歳の時点で個人の全集が発行されるほどの人気を集め、「少女小説」がジャンルとして定着・成長することに貢献した作家である。10代のころから少女雑誌に投稿を繰り返し、少女同士のコミュニケーションを熟知していたことが信子を「少女による少女のための少女小説家」にしたと指摘される。また、メディア・読者の要求をとらえ、需要に応じた作品を提供することに長けていたとも指摘される。
信子の少女小説に影響を受けた氷室冴子によって昭和末期から再び少女小説ブームが起こり、平成期の少女漫画やライトノベルにその影響が伏流するようになった。たとえば、よしながふみ『大奥』は『徳川の夫人たち』のメッセージを正統に継承していると指摘される。

### フェミニズム批評のなかで
信子は、生涯同性をパートナーとし、小説でも「同性愛慕感」を吐露することを辞さず、作家的成功を収めながらアイデンティティやセクシュアリティを問い直す言説を公表し続けた作家である。その作品は、常に女性読者を意識し、女性にまつわる問題を取り上げ続け、その女性への愛情は女性たちの「シスターフッド」の関係や同性愛表象によって表現された。しかし、性風俗に従事する女性や、教育を受けてない女性に対する差別的な態度も見られると指摘されている。
久米 (2013, p. 246)は、信子の同性愛表象は、強制的異性愛をゆるがすというより、その体制を補完する周縁性の物語として機能する面があると指摘する。たとえば『花物語』では、限定的なファンタジー空間の中でのみ成立する、淡くほのかな感情として同性愛が表現され、異性愛を逸脱するものというより、異性愛の代替・隠喩として同性愛が表象された。また、『女の友情』『暴風雨の薔薇』『地の果まで』『良人の貞操』では、男性によってもたらされる家庭内不和に立ち向かう女性の連帯が描かれるものの、これらは健全な中産階級家庭を保つための愛情・善意を強固にする面があり、家族の価値や家制度が問い直されたとは言えないという。ただ、その一方で、当時の社会状況の中では、この方法でないと同性愛の絆を描くことが許容されなかったともいえ、この方法を取ったからこそ家父長制社会の中で人気を博し、作品を読者に届けることができた面もあると久米 (2013, p. 246)は指摘する。
一方、小林 (2016, p. 97)は、『屋根裏の二処女』は、キリスト教とともに流入した個人主義の考え方がありながらも、キリスト教自体が家父長制の強化につながる面があることに対する信子の気付きがあり、家父長制の異性愛強制に身を捧げさせられる女性全体の問題に対して、意義を唱えたものであるとする。また、『良人の貞操』は、女学校のロマンティック・ラブ的な親密性が、性愛を含む同性愛だけはない、対等な関係性や精神的な繋がりによって描かれており、こうした吉屋の描く「友情」には革新的な意味合いがあると指摘するなど、吉屋作品の革新性を強調する。

### 戦争協力批判
従軍作家として起用された信子は、行く先々で軍部の厚遇を受け、通州事件の跡地を訪問した後には、日本の国策と軍部の思惑に従った文章を発表した。少女小説・大衆小説の人気ぶりが、全国民を動員する総力戦に利用された側面があった。
信子による従軍ルポは、従軍記として完全な構成で、これらの戦争が日本の侵略であることを無視しており、率先して愛国思想・軍人賛美・中国侵略擁護を行ったものとして厳しく批判されている。一方で、当時のジャーナリズムの中では自国の戦争遂行に異議を唱えるのは困難であったことを考慮するべきという指摘もある。

## 年譜
- 1896年、新潟生まれ、父は雄一、母はマサ、兄が4人（貞一・道明・忠明・孝明）いる[6]。
- 1908年、栃木高女一年生のとき、新渡戸稲造の講演を聞く[8]。
- 1910年、沼田笠峰が創設した投書家の文筆研鑽会「少女読書会」が『少女世界』で行われており、信子も参加した[36]。「少女界」の懸賞に応募、『鳴らずの太鼓』で賞金を獲得した[7]。
- 1915年、19歳のときに上京[10]。
- 1916年、『花物語』の連載開始。1924年まで、52篇の連載が続いた[37]。
- 1919年、初の長編『地の果まで』が大阪毎日新聞で一等に選ばれた[12]。7月、父が死去。父の実家の萩で喪を過ごし、その間に『屋根裏の二処女』を執筆[38]。
- 1920年、母・弟が上京[39]。YWCAで女子美術学校生の甲斐仁代と運命的な出会いをする。
- 1921年、『海の極みまで』を連載（大阪朝日新聞・東京朝日新聞）。この頃、断髪しておかっぱ頭になる。「モボ・モガ」の流行の中でも初期のことで、このまま死ぬまで同じ髪形を貫いた[39]。
- 1923年、門馬千代と知り合う[14]。
- 1926年、『令女界』に『返らぬ日』が掲載される[40]。
- 1928年、東京駅から神戸港・満州・ソ連経由でヨーロッパに2年の計画で出発した[41]。1年近くパリに滞在した後、アメリカを経由して帰国した。
- 1931年、千代は教師の仕事を辞め、秘書・家事労働者として信子とともに暮らす[42]。
- 1933年、『女の友情』を『婦人倶楽部』で連載開始、流行作家となる[43]。
- 1935年、『吉屋信子全集』の刊行が始まる。この年の所得税のランキングで、男性作家は菊池寛、女性作家は吉屋信子が1位[44]。
- 1936年、東京日日新聞・大阪毎日新聞で『良人の貞操』の連載が始まる[45]。代表作の一つで、後に映画・演劇などで用いられた[46]。
- 1937年、『主婦の友』の皇軍慰問特派員に起用される。天津・北平・上海を訪れ、『戦禍の北支上海を行く』を発表[17]。
- 1938年8月、満州ソ連国境へ、9月には派遣従軍文士のペン部隊の海軍班として漢口に向かった。1940、1941年も満州・東南アジアへ向かった[17]。
- 1951年、知的障害者を主人公とする『安宅家の人々』を毎日新聞で連載開始[47]。
- 1952年、『鬼火』が第4回女流文学者会賞を受賞する[48]。
- 1957年、千代を養子とする[21]。
- 1962年、鎌倉長谷の新居に移る[49]。
- 1969年3月31日 - 4月5日、銀座文芸春秋画廊の甲斐仁代遺作展に「亡き友の遺作・甲斐仁代さんがまだ画学生で私も若かった日に友達となった。その頃から芸術魂を持って少しも卑俗なところがないのに惹かれたからだった」と寄稿する[要出典]。
- 1964年、読売新聞で廃娼運動のドキュメントである『ときの声』を連載する[50]。
- 1966年、朝日新聞で『徳川の夫人たち』の連載を開始する[49]。
- 1973年7月11日、77歳で死去した[42]。千代とは生涯をともに過ごした[42]。
- 1974年、遺言により、土地や邸宅、蔵書などを鎌倉市に寄贈[22]。

## 作品
- 花物語（1924年単行本化）
- 屋根裏の二處女（1920年単行本化）
- 三つの花（1927年）
- 暁の聖歌（1928年）
- 白鸚鵡（1928年）
- 七本椿（1929年）
- 紅雀（1930年）
- 櫻貝（1931年）
- わすれなぐさ（1932年）
- からたちの花（1933年）
- あの道この道（1934年）
- 小さき花々（1935年）
- 司馬家の子供部屋（1936年）
- 毬子（1936年）
- 良人の貞操（1937年）
- 伴先生（1938年1月～1939年3月）『少女の友』
- 乙女手帖（1939年）
- 少女期（1941年） - 絵:江川みさお
- 安宅家の人々（1952年）
- 岡崎えん女の一生（1963年）
- ときの声（1965年）
- 徳川の夫人たち（1966年）
- 女人平家（1971年）
- など

## 著書
- 『赤い夢』洛陽堂 1917年
- 『屋根裏の二處女』洛陽堂 1917年
- 『地の果まで』洛陽堂 1920年（のち改題『地の果てまで』北光書房 1947年）
- 『花物語』全3巻　洛陽堂 1920年-1921年 全5巻 交蘭社 1924年-1926年 のち河出文庫
- 『海の極みまで』新潮社 1921年
- 『憧れ知る頃 散文詩集』交蘭社 1923年
- 『鈴蘭のたより』岡崎英夫筆　寶文館 1924年
- 『黒薔薇』交蘭社　吉屋信子パンフレット 1925年
- 『古き哀愁』交蘭社 1925年
- 『三つの花』大日本雄弁会講談社 1927年
- 『美しき哀愁 創作集』交蘭社 1927年
- 『返へらぬ日』交蘭社 1927年
- 『空の彼方へ』新潮社 1928年
- 『異国点景』民友社 1930年
- 『失楽の人人』新潮社 1930年
- 『白鸚鵡 外1篇』平凡社　令女文学全集 1930年
- 『七本椿』実業之日本社 1931年
- 『暴風雨の薔薇』 1931年
- 『わすれなぐさ』（1932年）
- 『紅雀』實業之日本社 1933年
- 『理想の良人』新潮社 1933年
- 『櫻貝』實業之日本社 1935年
- 『吉屋信子全集』全12巻　新潮社 1935年-1936年
- 『からたちの花』実業之日本社 1936年
- 『双鏡』昭和長篇小説全集 新潮社 1936年
- 『処女読本』健文社 1936年
- 『小さき花々』實業之日本社 1936年 のち河出文庫
- 『良人の貞操』新潮社 1937年
- 『母の曲』新潮社 1937年
- 『白き手の人々』改造社 改造文庫 1937年
- 『戦禍の北支上海を行く』新潮社 1937年
- 『毬子』大日本雄辯會講談社 1937年
- 『私の雑記帳』実業之日本社 1937年
- 『あの道この道』大日本雄弁会講談社 1939年 のち文春文庫
- 『女の教室』中央公論社 1939年
- 『乙女手帖』実業之日本社 1940年
- 『伴先生』実業之日本社 1940年
- 『花』新潮社 1941年 のち家庭社 1947年 北光書房 1948年
- 『最近私の見て来た蘭印』主婦之友社 1941年
- 『てんとう姫の手柄』湘南書房 1945年
- 『アポロの話』静書房 1946年
- 『お嬢さん』新世紀社 1946年
- 『女の友情』北光書房 1946年
- 『乙女の曲 少女小説』偕成社 1947年
- 『おみかんのおはなし』長谷川露二絵　寿書房 1947年
- 『彼女の道』都書院 1947年
- 『からたちの花』実業之日本社 1947年
- 『司馬家の子供部屋 少女小説』つるべ書房 1947年
- 『母の小夜曲 少女小説』偕成社 1947年
- 『街の子だち 吉屋信子少女小説選集』東和社 1947年
- 『夕月帖』北光書房 1947年
- 『吉屋信子小説選 第9巻（追憶の薔薇）』北光書房 1947年
- 『憧れ知る頃』ヒマワリ社 1948年
- 『歌枕』矢貴書店 1948年
- 『女の階級』隆文堂 1948年
- 『花鳥』鎌倉文庫 1948年
- 『茸の家 童話選集』北光書房 1948年
- 『桜貝』東和社 1948年
- 『妻の場合』鷺ノ宮書房 1948年
- 『翡翠』共立書房 1948年
- 『わすれな草 吉屋信子少女小説選集』東和社 1948年 のち河出文庫
- 『黒薔薇』浮城書房 1949年
- 『青いノート 吉屋信子少女小説選集』東和社 1949年
- 『小市民』東和社 1949年
- 『女性の文章の作り方』大泉書店 1949年
- 『チョコレートの旅 長篇絵ものがたり』松本かつぢ絵 湘南書房 1949年
- 『童貞』東和社 1949年
- 『あだ花 女の思える』東和社 1950年
- 『鏡の花』太平洋出版社 1950年 のち春陽文庫
- 『草笛吹く頃』関川護絵　ポプラ社 1950年
- 『吉屋信子集 妻も恋す、海潮音、良人の貞操』日比谷出版社 1950年
- 『女の暦・妻も恋す』大日本雄弁会講談社 1951年
- 『安宅家の人々』毎日新聞社 1952年 のち新潮文庫
- 『鬼火』中央公論社 1952年
- 『幻なりき』湊書房 1952年 のち春陽文庫
- 『夢みる人々』鷺ノ宮書房 1952年
- 『君泣くや母となりても』東方社 1953年
- 『少女期』江川みさお絵 ポプラ社 1953年
- 『秘色』毎日新聞社 1953年
- 『吉屋信子長篇代表作選集』全7巻 向日書館 1953年-1954年
- 『苦楽の園』新潮社 1954年
- 『源氏物語 わが父母の教え給いし』全3巻 大日本雄弁会講談社 1954年
- 『月のぼる町』東方社 1954年
- 『貝殻と花』新潮社 1955年
- 『黒髪日記』大日本雄弁会講談社（ロマン・ブックス） 1955年
- 『もう一人の私』中央公論社 1955年
- 『由比家の姉妹』大日本雄弁会講談社（ロマン・ブックス） 1955年
- 『硝子の花』東方社 1956年
- 『級友物語』花房英樹絵 ポプラ社 1956年
- 『花それぞれ』糸井俊二絵 ポプラ社 1956年
- 『待てば来るか』大日本雄弁会講談社 1956年
- 『私は知っている』東方社 1956年
- 『嫉妬』新潮社 1957年
- 『白いハンケチ』ダヴィッド社 1957年
- 『父の秘密』大日本雄弁会講談社（ロマン・ブックス） 1957年
- 『片隅の人』東方社 1958年
- 『風のうちそと』講談社 1959年
- 『西太后の壷』文芸春秋新社 1961年
- 『香取夫人の生涯』新潮社 1962年
- 『自伝的女流文壇史』中央公論社 1962年 のち中公文庫、講談社文芸文庫
- 『女の年輪』中央公論社 1963年
- 『私の見た人』朝日新聞社 1963年
- 『底のぬけた柄杓 憂愁の俳人たち』新潮社 1964年
- 『ある女人像 近代女流歌人伝』新潮社 1965年
- 『ときの声』筑摩書房 1965年 （山室軍平を描く）
- 『徳川の夫人たち 正 続』朝日新聞社 1966年-1968年 のち朝日文庫
- 『徳川秀忠の妻』読売新聞社 1969年 （崇源院）のち河出文庫
- 『私の見た美人たち 随筆』読売新聞社 1969年
- 『千鳥 ほか短編集』読売新聞社 1970年
- 『女人平家 前、後篇』朝日新聞社 1971年 のち朝日文庫、角川文庫
- 『吉屋信子句集』東京美術 1974年
- 『吉屋信子全集』全12巻 朝日新聞社 1975年-1976年
- 『鬼火 吉屋信子作品集』講談社文芸文庫 2003年
- 『父の果/未知の月日』吉川豊子編 みすず書房（大人の本棚） 2003年
- 『吉屋信子集 生霊』ちくま文庫（文豪怪談傑作選） 2006年

### 再話
- 『少女ゼット』マルゲリット原作 深沢紅子絵 婦人之友社 1930年
- 『家なき少女』マロー原作 須田寿絵 あかね書房 1951年

## 映像化作品
- 『海の極みまで』（賀古残夢監督、1922年、松竹蒲田）
- 『空の彼方へ』（蔦見丈夫監督、1928年、松竹蒲田）
- 『暴風の薔薇』（野村芳亭監督、1931年、松竹蒲田）
- 『鳩笛を吹く女』（田坂具隆監督、1932年、日活太秦）
- 『小市民』（倉田文人監督、1932年、日活太秦）
- 『彼女の道』（熊谷久虎監督、1933年、日活太秦）
- 『女人哀楽』（佐々木恒次郎監督、1933年、松竹蒲田）
- 『理想の良人』（重宗務監督、1933年、松竹蒲田）
- 『一つの貞操』（野村浩将監督、1935年、松竹蒲田）
- 『愛情の価値』（佐々木恒次郎監督、1935年、松竹蒲田）
- 『乙女シリーズ その一 花物語 福寿草』（川手二郎監督、1935年、新興キネマ）
- 『乙女シリーズ その二 釣鐘草』（川手二郎監督、1935年、新興キネマ）
- 『女の友情』（村田実監督、1935年、新興キネマ）
- 『三聨花』（田中重監督、1935年、新興キネマ）
- 『あの道この道』（佐々木康監督、1936年、松竹蒲田）
- 『女の友情 後篇』（田中重雄監督、1936年、新興キネマ）
- 『双鏡』（田中武治監督、1936年、松竹大船）
- 『女の階級』（千葉泰樹監督、1936年、日活多摩川）
- 『乙女橋』（川手二郎監督、1936年）
- 『女の約束』（西鉄平監督、1937年、新興大泉）
- 『良人の貞操』（山本嘉次郎監督、1937年、PCL）
- 『神秘な男』（佐々木康監督、1937年、松竹大船）
- 『お嬢さん』（山本薩夫監督、1937年、PCL）
- 『女同士』（西鉄平監督、1937年、新興大泉）
- 『男の償い』（野村浩将監督、1937年、松竹大船）
- 『母の曲』（山本薩夫監督、1937年、東宝東京）
- 『家庭日記』（山本薩夫監督、1938年、東宝東京）
- 『女の教室』（阿部豊監督、1939年、東宝東京）
- 『花つみ日記』（石田民三監督、1939年、東宝京都、原作：『小さき花々』）
- 『空の彼方へ』（吉村廉監督ほか、1939年、日活多摩川）
- 『入江たか子の妻の場合』（佐藤武監督、1940年、東宝東京）
- 『釣鐘草』（石田民三監督、1940年、東宝京都）
- 『花』（吉村公三郎監督、1941年、松竹大船）
- 『雪子と夏代』（青柳信雄監督、1941年、東宝東京）
- 『蔦』（萩原遼監督、1941年、東宝東京）
- 『童貞』（原研吉監督、1950年、松竹大船）
- 『妻も恋す』（滝沢英輔監督、1950年、東横映画）
- 『郷愁』（岩間鶴夫監督、1952年、松竹大船、原作：『幻なりき』）
- 『安宅家の人々』（久松静児監督、1952年、大映　2008年、フジテレビ・東海テレビ）
- 『夢見る人々』（中村登監督、1953年、松竹大船）
- 『愛欲の裁き』（大庭秀雄監督、1953年、松竹大船、原作：『新しき日』）
- 『母の曲』（小石栄一監督、1953年、新東宝）
- 『貝殻と花』（田島恒男監督、1955年、松竹大船）
- 『鬼火』（千葉泰樹監督、1956年、東宝東京）
- 『花の慕情』（鈴木英夫監督、1958年、東宝東京、原作：『花』）
- 『風のうちそと』（岩間鶴夫監督、1959年、松竹京都）
- 『女の教室』（渡辺邦男監督、1959年、大映）
- 『花の恋人たち』（斎藤武市監督、1968年、日活、原作：『女の教室』）

## 舞台化作品
- 『海の極みまで』（瀬戸栄一脚色、1922年1月、大阪・浪花座）
- 『海の極みまで』（瀬戸栄一脚色、1922年2月、東京・本郷座）
- 『女の友情』（川村花菱脚色、1934年11月、東京劇場）
- 『女の友情』（川村花菱脚色、1935年1月、大阪歌舞伎座）
- 『愛情の価値』（小出英男脚色、1935年2月、明治座）
- 『一つの貞操』（川村花菱脚色、1935年3月、東京宝塚劇場）
- 『一つの貞操』（1935年4月、宝塚中劇場）
- 『良人の貞操』（川村花菱脚色、1937年4月、明治座）
- 『良人の貞操』（1937年4月、第一劇場）
- 『良人の貞操』（川口松太郎脚色、1937年5月、明治座）
- 『男の償い』（川村花菱脚色、1937年6月、東京劇場）
- 『男の償い』（川村花菱脚色、1937年7月、大阪歌舞伎座）
- 『母の曲』（水木久美雄脚色、1937年12月、東京宝塚劇場）
- 『家庭日記』（川村花菱脚色、1938年9月、歌舞伎座）
- 『家庭日記』（中井泰孝脚色、1938年9月、大阪・角座）
- 『妻の場合』（金子洋文脚色、1939年4月、明治座）
- 『女の教室』（中井泰孝脚色、1939年5月、大阪・角座）
- 『女の教室』（金子洋文脚色、1939年7月、有楽座）
- 『村と兵隊』（阿木翁助脚色、1939年11月、明治座）
- 『村と兵隊』（阿木翁助脚色、1940年1月、京都・南座）
- 『村と兵隊』（阿木翁助脚色、1940年3月、大阪歌舞伎座）
- 『未亡人』（阿木翁助脚色、1940年4月、明治座）
- 『未亡人』（阿木翁助脚色、1940年5月、大阪・中座）
- 『未亡人』（阿木翁助脚色、1940年6月、大阪・北野劇場）
- 『蔦』（阿木翁助脚色、1940年7月、明治座）
- 『花』（阿木翁助脚色、1941年5月、明治座）
- 『花』（中井泰孝脚色、1941年10月、大阪・中座）
- 『十二月八日の西貢』（吉屋信子脚色、1942年2月、東京劇場）
- 『永遠の良人』（川村花菱脚色、1942年3月、東京劇場）
- 『新しき日』（厳谷三一脚色、1942年11月、東京劇場）
- 『安宅家の人々』（八木隆一郎脚色、1952年3月、新橋演舞場）
- 『徳川の夫人たち』（秋元松代脚色、1968年1月、東京宝塚劇場）
- 『徳川の夫人たち』（秋元松代脚色、1968年3月、帝国劇場）
- 『続徳川の夫人たち』（堂本正樹脚色、1969年10月、東京宝塚劇場）
- 『女人平家』（宇野信夫脚色、1971年4月、歌舞伎座）
- 『徳川の夫人たち』（田中喜三脚色、1971年5月、新橋演舞場）
- 『広元の恋（女人平家）』（田中喜三脚色、1971年9月、歌舞伎座）
- 『徳川の夫人たち』（1974年1月、明治座）

## TV化作品
本項における「NET」は日本教育テレビ、「ANB」は全国朝日放送で、現在のテレビ朝日の前身にあたる局である。
- 『MPA』（1959年4月、NTV）
- 『短夜』（1959年8月、NTV、原作：『晩春の騒ぎ』）
- 『良人の貞操』（1960年4月 - 、NHK）
- 『見合旅行』（1960年8月 - 、NTV）
- 『寧楽秘抄』（1960年11月、TBS・朝日放送）
- 『ブラジルの蝶』（1961年2月、NTV）
- 『ある女の嘘』（1961年5月、NTV、原作：『嫉妬』）
- 『蔦』（1961年11月 - 、TBS）
- 『男の償い』（1961年12月 - 、NTV）
- 『母の曲』（1961年12月 - 、フジテレビ）
- 『幻想家族』（1962年1月、TBS）
- 『花の詐欺師』（1963年3月、TBS）
- 『ふみ子の場合』（1963年9月、NHK、原作：『花物語』）
- 『女の年輪』（1964年2月 - 、フジテレビ）
- 『良人の貞操』（1965年5月 - 、フジテレビ）
- 『男の償い』（1965年11月 - 、フジテレビ）
- 『夜の鶴亀』（1966年1月、NHK）
- 『花影の人』（1966年2月 - 、フジテレビ、原作：『花』）
- 『母の曲』（1966年3月 - 、NTV）
- 『王者の妻』（1966年4月、NHK）
- 『徳川の夫人たち』（1967年1月 - 、NET）
- 『安宅家の人々』（1967年9月 - 、東京12チャンネル）
- 『華やかな春』（1969年1月 - 、NTV、原作：『彼女の道』、『花』）
- 『二つの花』（1969年1月 - 、フジテレビ、原作：『双鏡』）
- 『ある女人像』（1969年3月 - 、TBS）
- 『徳川秀忠の妻』（1969年10月 - 、フジテレビ）
- 『千鳥』（1970年8月 - 、NHK）
- 『女人平家』（1971年10月 - 、TBS・朝日放送）
- 『男の償い』（1972年6月 - 、フジテレビ）
- 『徳川の夫人たち』（1973年2月 - 、フジテレビ）
- 『母の曲』（1973年6月 - 、TBS）
- 『良人の貞操』（1975年2月 - 、フジテレビ）
- 『遥かなる母』（1975年4月 - 、TBS、原作：『幻なりき』）
- 『乳姉妹』（1986年 - 、TBS・大映テレビ、原作：『あの道この道』）
- 『冬の輪舞』（2005年 - 、フジテレビ・東海テレビ、原作：『あの道この道』）

## ラジオ放送作品
- 『釣鐘草』（1932年、NHK、原作：『花物語』）
- 『浜千鳥』（1934年、NHK）
- 『十二月八日の西貢（サイゴン）』（1941年、NHK）
- 『外交官』（1948年、NHK）
- 『君ゆえに』（1949年9月、NHK、原作：『童貞』）
- 『良人の貞操』（1950年4月 - 、NHK）
- 『見合旅行』（1951年10月 - 、TBS）
- 『生霊』（1951年12月、朝日放送）
- 『鶴』（1952年6月、NHK）
- 『手毬唄』（1952年10月、TBS）
- 『夢みる人々』（1953年7月 - 、NHK）
- 『父の果』（1953年9月、新日本放送）
- 『鬼火』（1953年11月、朝日放送）
- 『安宅家の人々』（1954年9月 - 、NHK）
- 『二世の母』（1955年1月、NHK）
- 『良人の貞操』（1955年4月 - 、TBS）
- 『鬼火』（1955年5月、NHK）
- 『もう一人の私』（1955年8月、NHK名古屋放送局）
- 『白鸚鵡』（1956年7月 - 、TBS）
- 『安宅家の人々』（1956年7月 - 、文化放送）
- 『待てば来るか』（1957年4月 - 、TBS）
- 『秘色』（1957年4月 - 、NHK大阪放送局）
- 『絵島の墓』（1957年6月 - 、NHK）
- 『口笛』（1958年8月、文化放送）
- 『風のうちそと』（1959年3月 - 、TBS）
- 『嫉妬』（1961年6月、TBS）
- 『母子像』（1961年8月 - 、静岡放送）
- 『みおつくし』（1962年2月 - 、TBS）
- 『自伝的女流文壇史』（1963年1月 - 、TBS）
- 『女の年輪』（1963年5月 - 、文化放送）
- 『夜の鶴亀』（1964年1月、NHK）
- 『私の見た人』（1964年4月 - 、NHK）
- 『夢二抒情』（1964年9月、NHK）
- 『私の見なかった人』（1965年7月、NHK）
- 『ときの声』（1965年10月 - 、TBS）
- 『蝶々さんの死』（1966年1月、NHK、原作：『三浦環』）
- 『千鳥』（1965年4月、NHK）
- 『徳川の夫人たち』（1966年9月 - 、ラジオ関東）
- 『盲犬』（1967年1月、NHK、原作：『底の抜けた柄杓』）

## 関連文献
- 吉武輝子『女人 吉屋信子』（1983年、文藝春秋）
- 吉屋えい子『風を見ていたひと 回想の吉屋信子』（1992年、朝日新聞社）
- 松本鶴雄編『作家の自伝66 吉屋信子　投書時代／逞しき童女』（1998年、日本図書センター〈シリーズ・人間図書館〉）
- 田辺聖子『ゆめはるか吉屋信子 秋灯机の上の幾山河』上・下（1999年、朝日新聞社／2002年、朝日文庫）、新版・中公文庫（上中下）、2023年
- 坂口昌弘『俳句と文学 文人たちの俳句 老いてなほ夢多くして(4) 吉屋信子』「俳壇29巻4号　通号357号」（2012年、本阿弥書店）
- 神奈川文学振興会『生誕110年 吉屋信子展 女たちをめぐる物語』（2006年、県立神奈川近代文学館）